# Peter Thibeaux
Peter C. Thibeaux (Los Angeles, 3 ottobre 1961) è un ex cestista statunitense, professionista nella NBA, in Italia, Francia e Paesi Bassi.

## Carriera
Venne selezionato dai Golden State Warriors al quarto giro del Draft NBA 1983 (77ª scelta assoluta).

## Palmarès
- Campione CBA (1989)
- 2 volte All-CBA Second Team (1989, 1991)